# Nasser Djiga
Yacouba Nasser Djiga (ur. 15 listopada 2002 w Bobo-Dioulasso) – burkiński piłkarz grający na pozycji środkowego obrońcy w angielskim klubie Wolverhampton Wanderers.

## Kariera klubowa
Swoją karierę piłkarską Djiga rozpoczął w klubie Vitesse Bobo-Dioulasso. W sezonie 2019/2020 zadebiutował w jego barwach w drugiej lidze burkińskiej. W debiutanckim sezonie awansował z nim do pierwszej ligi. Latem 2021 przeszedł do FC Basel. Swój debiut w nim zaliczył 24 października 2021 w wygranym 2:0 domowym meczu z FC Lugano. W sezonie 2021/2022 wywalczył z Basel wicemistrzostwo Szwajcarii.
W sierpniu 2022 Djiga został wypożyczony do Nîmes Olympique. Swój debiut w nim w Ligue 2 zanotował 1 października 2022 w przegranym 0:1 domowym meczu z Paris FC. Zawondikiem Nîmes był przez rok.
We wrześniu 2023 Djiga udał się na wypożyczenie do FK Crvena zvezda. Zadebiutował w nim 30 września 2023 w zwycięskim 1:0 domowym meczu z Radnički Nisz.
| Sezon   | Klub                   | Kraj         | Rozgrywki                     | Mecze | Bramki |
| ------- | ---------------------- | ------------ | ----------------------------- | ----- | ------ |
| 2019/20 | Vitesse Bobo-Dioulasso | Burkina Faso | II liga                       | ?     | ?      |
| 2020/21 | Vitesse Bobo-Dioulasso | Burkina Faso | Superdivision du Burkina Faso | 21    | 0      |
| 2021/22 | FC Basel               | Szwajcaria   | Swiss Super League            | 6     | 0      |
| 2022/23 | FC Basel               | Szwajcaria   | Swiss Super League            | 1     | 0      |
| 2022/23 | Nîmes Olympique        | Francja      | Ligue 2                       | 21    | 0      |
| 2023/24 | FC Basel               | Szwajcaria   | Swiss Super League            | 4     | 0      |

## Kariera reprezentacyjna
W reprezentacji Burkiny Faso Djiga zadebiutował 24 marca 2022 w przegranym 0:5 towarzyskim meczu z Kosowem, rozegranym w Prisztinie. W 2024 roku powołano go do kadry na Puchar Narodów Afryki 2023. Rozegrał w nim jeden mecz, grupowy z Algierią (2:2).